# 鄭柄宙
鄭柄宙（：／ Jeong Byeong-ju；1926年10月6日—1989年3月4日），韓國陸軍退役少將，1926年生於慶尚北道榮豐郡。1979年雙十二政變發生時為空降特戰司令官，曾率部抵抗全斗煥少將發動的叛亂。但政變當夜鄭柄宙部隊中倒向全斗煥一派的軍人造反，鄭柄宙在抵抗過程中遭射傷，最終被捕。深受鄭柄宙器重的秘書室長金五郎少校也在當夜的叛亂中彈身亡。1980年，鄭柄宙被奪得政權的全斗煥方面強令退役。
1989年，鄭柄宙突然失蹤。4天後，眾人於京畿道楊州郡野外的一棵樹上找到了鄭柄宙的屍體。盧泰愚政府的調查結果稱鄭柄宙是自縊身亡，但鄭柄宙是領洗的天主教徒（天主教教義不允許自殺）以及鄭柄宙死前一直奔走要求還原雙十二政變的真相等事實使此案帶有一定疑點。